# 総称
| ウィキペディアには「総称」という見出しの百科事典記事はありません（タイトルに「総称」を含むページの一覧/「総称」で始まるページの一覧）。 代わりにウィクショナリーのページ「総称」が役に立つかもしれません。 |